# Казимиру, Изабел
Изабел Мария Кортезан Казимиру (порт. Isabel Maria Cortesão Casimiro; родилась 14 января 1955 года) — мозамбикский социолог, активистка за права женщин и бывшая политическая деятельница. 
Она является профессором Центра африканских исследований Университета имени Эдуарду Мондлане в столице Мозамбика Мапуту. Известна как феминистка и борец за права женщин, а также основательница Форума Мульер (Fórum Mulher) и Фонда исследований и образования «Женщины и право в Южной Африке». Ранее была депутатом парламента от правящей левой партии ФРЕЛИМО с 1995 по 1999 год.

## Семья
Изабел Мария Казимиру родилась 14 января 1955 года в Япале, небольшой деревне в провинции Нампула на северо-восточном побережье Мозамбика, где её отец работал врачом на местной железнодорожной станции.
Её родителей отправили в Мозамбик в 1952 году, поскольку они были членами объявленной властями незаконной Португальской коммунистической партии — они были фактически сосланы в одну из заморских колоний Португалии.

## Деятельность
Получила степень PhD по социологии в Коимбрском университете в Португалии. С 1980 года работала исследовательницей и преподавательницей в Мозамбике.
С 1995 по 1999 год Казимиру была членом парламента, представляя Фронт освобождения Мозамбика (ФРЕЛИМО).
Казимиру была основательницей Fórum Mulher и его президентом в 1993—2000 и 2006—2015 годах.
Казимиру выступила основателем (1988) и первым мозамбикским национальным координатором (1990—1995) Фонда исследований и образования «Женщины и право в Южной Африке» (WLSA), а с 2015 года — президентом правления WLSA в Мозамбике.
Казимиру — профессор социологии Центра африканских исследований Университета Эдуарду Мондлане в Мапуту, где она специализируется на женских правах и правах человека, феминистских движениях, проблемах развития и демократии участия.
С 2015 года входит в Исполнительный комитет Совета по развитию исследований в области социальных наук в Африке (CODESRIA), а на его 15-й Генеральной ассамблее в декабре 2019 года была избрана президентом организации. Параллельно с конца 2018 года является секретарём совета Генеральной ассамблеи Португалоязычной международной ассоциации общественных и гуманитарных наук (AILPcsh). Была координатором проходившего в Мапуту 14-го Всемирного женского конгресса в сентябре 2020 года.